# Буршье, Джон, 2-й барон Бернерс
Джон Буршье (англ. John Bourchier; приблизительно 1467 — 19 марта 1533, Кале, Франция) — английский аристократ, 2-й барон Бернерс с 1474 года, переводчик. Участвовал в войнах с Францией и Шотландией, в ряде дипломатических миссий. В 1516—1527 годах занимал пост канцлера казначейства, в 1520—1526 и 1531—1533 годах был наместником Кале. Переводил с французского и испанского языков рыцарские романы, «Хроники» Жана Фруассара, литературные произведения XVI века.

## Биография
Джон Буршье принадлежал к знатному английскому роду. Прабабкой Джона по отцу была Анна Глостерская, внучка короля Эдуарда III. Один из её сыновей от Уильяма Буршье стал архиепископом кентерберийским, трое других — светскими лордами: графом Эссекс, бароном Фицуорин и бароном Бернерс. Джон был внуком последнего и родился приблизительно в 1467 году в семье сэра Хамфри Буршье и Элизабет Тилни. Его отец погиб в битве при Барнете в 1471 году, где сражался на стороне Йорков; дед умер в 1474 году, оставив внуку семейные владения и титул барона Бернерса.
Джон-младший оказался под опекой Джона Говарда (с 1483 года — 1-го герцога Норфолка). Тот выдал за подопечного свою дочь от второго брака, а на его матери женил своего сына от первой супруги, Томаса (впоследствии 2-го герцога Норфолка). 17 января 1478 года юный барон был посвящён в рыцари-бакалавры в связи с женитьбой Ричарда Шрусберийского (сына короля Эдуарда IV). При Ричарде III он поддержал ланкастерского претендента на корону Генриха Тюдора, из-за чего в 1484 году был вынужден бежать в Бретань. Когда Генрих занял престол, сэр Джон вернулся в Англию. С 14 октября 1495 года его регулярно вызывали в парламент как барона Бернерса.
В 1492 году Буршье заключил договор с королём о военной службе. Он участвовал в подавлении восстания Перкина Уорбека (1497), во французской кампании 1513 года; по-видимому, барон сражался с шотландцами при Флоддене под началом своего единоутробного брата Томаса Говарда. В 1514 году в качестве камергера он сопровождал во Францию принцессу Марию, которой предстояло стать женой короля Людовика XII. С 1516 по 1527 год сэр Джон был канцлером казначейства, в 1518 году он ездил в Испанию вести переговоры о «всеобщем мире», причём столкнулся во время поездки с серьёзными финансовыми проблемами. На поле золотой парчи, где Генрих VIII Английский встретился с Франциском I Французским (1520), барона Бернерса не было: он остался в Англии, где заседал в составе Королевского совета. В ноябре 1520 года Буршье стал королевским наместником Кале. В 1526 году его заменили на сэра Роберта Уингфилда, но через пять лет барон снова получил эту должность при условии выплаты Уингфилду 100 марок в год. В Кале сэр Джон и умер 16 марта 1533 года. Его похоронили в местной приходской церкви.

## Семья и наследство
Джон Буршье был женат на Екатерине Говард, дочери Джона Говарда, 1-го герцога Норфолка, и Маргарет Чедуорт. В этом браке родились две дочери, Мария (жена Александра Унтона из Уэдли, умершая бездетной при жизни отца) и Джейн (жена Эдмунда Найветта). После смерти отца Джейн стала de-jure 3-й баронессой Бернерс. Свой дом в Кале барон оставил Фрэнсису Гастингсу (впоследствии 2-му графу Хантингдону). Поскольку у него были большие долги, король приказал арестовать всё имущество умершего в Кале.
У Джона был внебрачный сын, потомки которого обосновались в Северном Йоркшире. Один из них, Джон Буршье, известен как участник суда над королём Карлом I.

## Литературные занятия
С 1510 годов Джон Буршье активно занимался переводческой деятельностью. Самая ранняя из его работ — перевод французского рыцарского романа в прозе Artus de la Petite Bretagne, написанного в XIV веке. Позже сэр Джон перевёл рыцарский роман Huon de Bordeaux. Самой известной его работой стал перевод «Хроник» Жана Фруассара, за который он взялся в 1521 году по приказу Генриха VIII. Это произошло, когда Англия начала подготовку к очередной войне на континенте; задачей Буршье было, по-видимому, напомнить английской элите о славных победах прошлого. Первый том «Хроник» был переведён в 1522 году и опубликован в январе 1523, а второй том увидел свет в 1525 году.
После возвращения из Кале в 1526 году сэр Джон обратился к современной ему испанской литературе. По его собственным словам, он уступил просьбам племянников — Элизабет Кэрью и сэра Фрэнсиса Брайана. Элизабет уговорила его перевести «Замок любви» Диего де Сан-Педро (издано после смерти барона), а Фрэнсис — «Золотую книгу Марка Аврелия» Антонио де Гевары (работа была закончена в 1532 году, первое издание увидело свет в 1535).
Барон стал персонажем романа Хилари Мантел «Вулфхолл».